# Bijuri
Bijuri là một thị xã và là một nagar panchayat của quận Shahdol thuộc bang Madhya Pradesh, Ấn Độ.

## Nhân khẩu
Theo điều tra dân số năm 2001 của Ấn Độ, Bijuri có dân số 28.263 người. Phái nam chiếm 52% tổng số dân và phái nữ chiếm 48%. Bijuri có tỷ lệ 61% biết đọc biết viết, cao hơn tỷ lệ trung bình toàn quốc là 59,5%: tỷ lệ cho phái nam là 70%, và tỷ lệ cho phái nữ là 52%. Tại Bijuri, 16% dân số nhỏ hơn 6 tuổi.